# ロレーリア
ロレーリア（伊: Loreglia）は、イタリア共和国ピエモンテ州ヴェルバーノ・クジオ・オッソラ県にある、人口約200人の基礎自治体（コムーネ）。

## 地理

### 位置・広がり
| 隣接するコムーネは以下の通り。 - カザーレ・コルテ・チェッロ - ジェルマーニョ - オルナヴァッソ - クアルナ・ソプラ - ヴァルストローナ |